# Ivan Černý
Ivan Černý (* 19. srpna 1959) je bývalý slovenský hokejový obránce. Po skončení aktivní kariéry působí jako trenér.

## Hokejová kariéra
V československé lize hrál za Slovan Bratislava CHZJD a Poldi SONP Kladno. Nastoupil ve 449 ligových utkáních, dal 84 gólů a měl 117 asistencí. Se Slovanem získal v roce 1979 mistrovský titul. Za reprezentaci Československa nastoupil v dubnu 1983 ve 2 utkáních. Reprezentoval Československo na mistrovství světa juniorů do 20 let v roce 1978, kde tým skončil na 4. místě, na mistrovství světa juniorů do 20 let v roce 1979, kde tým skončil na 2. místě a na mistrovství Evropy juniorů do 18 let v roce 1977, kde tým skončil na 2. místě. Kariéru končil v Itálii.

## Klubové statistiky
| Sezona    | Klub                    | Soutěž  | Základní část | Základní část | Základní část | Základní část | Základní část |
| Sezona    | Klub                    | Soutěž  | Z             | G             | A             | B             | TM            |
| --------- | ----------------------- | ------- | ------------- | ------------- | ------------- | ------------- | ------------- |
| 1977/1978 | Slovan Bratislava CHZJD | 1. liga | 44            | 5             | 3             | 8             | 24            |
| 1978/1979 | Slovan Bratislava CHZJD | 1. liga | 40            | 1             | 10            | 11            | 8             |
| 1979/1980 | Slovan Bratislava CHZJD | 1. liga | 44            | 4             | 8             | 12            | 32            |
| 1980/1981 | Slovan Bratislava CHZJD | 1. liga | 44            | 7             | 12            | 19            | 16            |
| 1981/1982 | Slovan Bratislava CHZJD | 2. liga | -             | -             | -             | -             | -             |
| 1982/1983 | Slovan Bratislava CHZJD | 1. liga | 44            | 5             | 11            | 16            | 38            |
| 1983/1984 | Slovan Bratislava CHZJD | 1. liga | 43            | 20            | 11            | 31            | 17            |
| 1984/1985 | Slovan Bratislava CHZJD | 1. liga | 44            | 12            | 11            | 23            | 38            |
| 1986/1987 | Slovan Bratislava CHZJD | 1. liga | 42            | 12            | 22            | 34            | 30            |
| 1987/1988 | Slovan Bratislava CHZJD | 1. liga | 35            | 8             | 9             | 17            | -             |
| 1988/1989 | Slovan Bratislava CHZJD | 1. liga | 31            | 7             | 10            | 17            | 37            |
| 1989/1990 | Poldi SONP Kladno       | 1. liga | 38            | 3             | 10            | 13            | 12            |